# 柴田知常
柴田 知常（しばた ともつね、1891年（明治24年）3月22日 - 1980年（昭和55年）1月20日）は、日本の音楽教育者、作曲家。東京市出身。東洋音楽短期大学初代学長、前東京音楽大学理事長。

## 人物・来歴
1891年（明治24年）東京市生まれ。麹町小学校、東京府立第四中学校を経て、1916年（大正5年）東京音楽学校 (旧制)卒業。1927年（昭和2年）、東京市の視学制度により視学官としてアメリカ合衆国の教育事情を視察するために渡米。1951年（昭和26年）から東洋音楽学校校長を務めた。その後、東洋音楽短期大学発足に伴い、同大学の初代学長に就任。東京音楽大学に改組されてからは理事長を務めた。この間、日本音楽文化協会理事や上野学園大学教授、早稲田大学講師、東京芸術大学同声会会長などを歴任。戦後の音楽教育の向上・発展に尽力した。妻は東京音楽学校で同級生であった声楽家柴田秀子で、上野学園大学では夫妻で教授職にあった。また1954年（昭和29年）には、母校麹町小学校創立80周年を記念して制定した校歌『暁の空』を作曲している（作詞は邦枝完二。合併に伴い、現在は歌われていない）。

## 著書
- 『聲音と其の訓練 : 聲樂學習者、音樂教育家の參考書』 新響社 1927
- 『文部省選定 : 鑑賞用音楽レコード解説全書』シリーズ 新教育協会 1949
- 『音楽鑑賞教室』音楽之友社 1957
- 『新しい音楽』シリーズ 東京書籍 1967

他、論文多数。